# Just Høeg
Juste Justesen Høeg (né le 6 mai 1640 à Sorø,  et décédé le 26 septembre 1694 à Christiania) était un diplomate danois, et vice-gouverneur de Norvège, sous l'autorité de Gyldenløve, de 1682 jusqu'à sa mort.

## Biographie
Il perd ses parents alors qu'il est enfant. En 1657, il étudie à l'Académie de Sorø et commence en 1662 à travailler au service de la cour. Il a été fiancé à la petite fille de Christian IV, Sophie Amalie Lindenov, mais les fiançailles ont été rompues en raison de leurs mésententes. Il s'est marié à Karen Iversdatter Krabbe   (1637-1702), fille du noble danois Iver Tagesen Krabbe et de sa femme Karen Marsvin. Ils n'avaient pas d'enfants.
Il a été promu chambellan en 1669, puis est envoyé en tant que diplomate à la Haye à partir de 1670. Dans les onze années qui suivent, Høeg est une pièce importante des affaires entre pays, des négociations de paix et d'espionnage. En 1680, il est fait chevalier de l'Ordre de l'Éléphant.
À partir de 1682, il est vice-gouverneur général de Norvège. Il vit à Christiania, à Garmanngården,  où il avait un bibliothécaire privé et deux ateliers de reliure.  Il a été enterré avec son épouse dans la cathédrale d'Oslo.

## Distinctions
- Chevalier de l'ordre de Dannebrog
- Chevalier de l'ordre de l'Éléphant

## Sources
- Juste Justssøn Høeg dans Norsk biografisk leksikon